# Ateisme i religió
L'ateisme és, en un sentit ampli, la no creença en deïtats o altres éssers sobrenaturals. El grau en què una persona pot ser considerada atea i al mateix temps seguidora d'una secta religiosa monoteista, politeista, o no teista és objecte de debat teològic. Algunes persones espiritualistes se solen considerar atees, mentre que altres consideren aquesta posició una contradicció en els termes.

## Ateisme jueu
L'ateisme jueu es refereix a les persones que sent ètnicament i culturalment jueves, han abandonat la seva creença en Déu sense abandonar la seva identitat jueva ni desvincular-se del poble judeu.
El terme no és contradictori, ja que la judeitat té components ètnics i culturals a més de religiosos. Les autoritats rabíniques (ortodoxos jueus) defineixen tradicionalment la pertinença al poble jueu biològicament a través de la descendència matrilinear, sense tenir en compte els actes ni les creences; fins i tot les institucions reformistes, reconstruccionistas i laiques consideren jueu a qualsevol la mare sigui jueva.

## Ateisme cristià
L'ateisme cristià és la creença que rebutja al déu del cristianisme però segueix els ensenyaments de Jesús. Thomas Jefferson, per exemple, va publicar un llibre titulat Vida i moral de Jesús de Natzaret, on elimina qualsevol referència a la divinitat.

## Ateisme musulmà
Els ateus musulmans són grups de persones a títol individual agnòstiques, atees o que no segueixen les observacions religioses però s'identifiquen amb la cultura musulmana causa de l'entorn familiar, experiències personals o por a càstig per apostasia.